# 40 grados a la sombra
40 grados a la sombra (o también Cuarenta grados a la sombra ) es una película de comedia de 1967, coproducción argentino-española, dirigida por Mariano Ozores y protagonizada por Gracita Morales, Antonio Ozores, Alfredo Landa, José Luis López Vázquez, entre otros. El guion es de Mariano Ozores sobre un argumento de Elena Tarche.
Se trata de una comedia coral centrada en tres historias en torno a las aventuras veraniegas de varios personajes en distintos ambientes: el rodríguez en la ciudad, el urbanita que alquila una casa rural, y una pareja de veraneo en Benidorm. Se asemeja a las películas de episodios típicas de la época, aunque los personajes sí que llegan a interactuar o cruzarse en algún momento puntual. 
La cantante francesa Claudine Coppin interpreta y canta en pantalla dos temas en la película: Un gran señor y 40 grados a la sombra, el pegadizo tema principal. La letra de ambos temas es de Mariano Ozores y la música de José Torregrosa. La música de fondo o ambiental es de Guillermo Teruel.  
Los dibujos de los créditos iniciales son obra de Antonio Mingote.  

## Sinopsis
Con el verano llega el calor y algo por lo que rezan los humanos once meses al año: las vacaciones. Para Jacinto (José Luis López Vázquez), aunque debe seguir trabajando en la ciudad en su instituto de belleza, supone perder de vista entre semana a su esposa Cándida (Perla Cristal) e hijos e imaginar noches de desenfreno en la ciudad. Por su parte, Máximo (Alfredo Landa) ha escogido una casa rural en la montaña donde, si su esposa Dorotea (Julieta Serrano) y su cuñada (Laly Soldevila) no se enteran, también confía en poder conquistar a alguna extranjera despistada (Erika Wallner). Y finalmente, Evaristo (Antonio Ozores), conductor de grúa en Madrid, y su esposa Filomena (Gracita Morales) se dirigen a las playas de la costa mediterránea donde confirman su opinión de que, durante las vacaciones, se trabaja mucho más que el resto del año. 

## Reparto
- > Se bañaron en Benidorm:
- Gracita Morales como Filomena
- Antonio Ozores como Evaristo Rodríguez
- Manolo Velasco (Manuel Velasco) como Miguel Pérez Valenzuela
- Xan das Bolas como conserje en casa de Evaristo y Filomena
- Rafael Hernández como taxista en casa de Evaristo y Filomena
- Vicente Roca como recepcionista del hotel de Benidorm
- José Manuel Martín como Manolo, compañero de trabajo de Evaristo
- Julio Riscal como conductor caradura
- > Se refrescaron en Navacerrada:
- Alfredo Landa como Máximo
- Erika Wallner (Erika Walner) como Patricia
- Julieta Serrano como Dorotea, esposa de Máximo
- Laly Soldevila como Amparo, cuñada de Máximo
- Luis Rivera como Julio, el repartidor del supermercado
- Venancio Muro como empleado de Saneamientos Pereda
- José Luis Carbonell "Kiko" como comercial de alquiler de casas de campo
- > ...Y se 'cocieron' en Madrid:
- José Luis López Vázquez como Jacinto Cifuentes
- Perla Cristal como Cándida, esposa de Jacinto
- Goyo Lebrero como Rómulo, camarero del club
- Rogelio Madrid como Carlos Gómez, conductor de descapotable blanco
- Mario Morales
- Ana María Morales
- Paloma Cela como Cristina, clienta del instituto de belleza
- Lourdes Albert
- Claudine Coppin como Claudine, la cantante del club, acompañada en las canciones de la banda "Los indonesios"

## Localizaciones
La película se rodó en Madrid, Navacerrada, Villalba y Benidorm.

## Recepción
La película tuvo más de un millón setecientos mil espectadores y recaudó el equivalente a 215 mil euros.